# Bibi Russell
Bibi Russell (née en 1950) ancienne mannequin internationale, est une créatrice de mode bangladaise, source de développement culturel et économique local et d'émancipation des femmes. 

## Carrière
Bibi Russell est née en 1950 à Chittagong, au Bangladesh, troisième des cinq enfants de Mokhlessur Rahman et Shamsun Nahar. Elle grandit à Dacca et étudie au Kamrunnessa Govt Girls High School puis au College of Home Economics, Azimpur, Dhaka. Elle obtient son diplôme d'études supérieures de mode au London College of Fashion en 1975. Au cours des cinq années suivantes, elle travaille comme mannequin pour différents magazines dont Vogue, Cosmopolitan et Harper's Bazaar,. Elle est choisie pour figurer dans des défilés de mode jusqu'en 1994, en collaboration avec Yves Saint Laurent, Kenzo, Karl Lagerfeld et Giorgio Armani,,. De retour au Bangladesh en 1994, Russell ouvre Bibi Productions, son entreprise de couture, fusionnant dans ses collections des références culturelles autochtones bengalies. Elle prône une mode éthique au service du développement. En 2017, son entreprise emploie environ 100 000 tisserands dans son pays.  

## Défilés de mode
Avec le soutien de l'UNESCO, Bibi Russell organise à Paris en 1996 son premier défilé de mode européen Weavers of Bangladesh (une première pour une femme sud-asiatique),. Elle organise un autre défilé nommé Les couleurs du Bangladesh, en Espagne en 1997. En 2016, elle participe en Inde à la septième édition de l'India Runway Week où elle présente sa dernière collection sur le thème du Khādī du Rajasthan. En 2016 et 2018, elle présente sa collection lors du spectacle d'ouverture de la troisième plus importante Semaine de la mode d'Inde, l'Indian Federation for Fashion Development's India Runway Week, 7e Saison. Bibi Russell est membre de l'Académie Bangla qui encourage le développement de la culture Bengali. En octobre 2017, elle organise à Londres un défilé nommé Survivors’ Runway qu'elle dédie à toutes les femmes et filles qui souffrent de la violence due à leur genre. 

## Filmographie
- 2010 : Moner Manush[12].
- 2010 : Problema
- 2010 : Sylken Synergie[13].

## Prix et distinctions
- Le London Institute lui offre l'Honorary Fellowship (bourse d'honneur) en 1999.
- L'UNESCO lui décerne le titre de Designer pour le développement en 1999[3].
- L'UNESCO la désigne Artiste pour la paix en 1999[11].
- Les associations des Nations unies d'Espagne lui remettent le « Prix de la paix » en 2004.
- Le Prix national du film du Bangladesh lui est décerné pour la meilleure conception de costumes - pour Moner Manush en 2009.
- L'International Women’s Day Fashion ComPassion l'inscrit en 4e position du Top 10 des créatrices de mode internationales en 2013[14].
- La Croix d'officier de l'Ordre de la reine Isabelle par le roi d'Espagne lui est remise par l'Ambassadeur d'Espagne au Bangladesh, Arturo Perez Martinez[4].
- Le magazine Asiaweek la présente comme « l'une des 20 personnes à surveiller dans le millénaire ».